# Konsumfisch
Als Konsumfisch bezeichnet man eine Warengruppe von Speisefischen.
Den Fischarten des Konsumfischs ist gemein, dass sie in großer Menge zur Verfügung stehen. Zu ihnen gehören der Atlantische Lachs und Regenbogenforelle aus der Zucht in Aquakulturen sowie der Kabeljau als Wildfang. Höherwertige Fische werden als Feinfisch und Edelfisch bezeichnet.